# Partido Adolfo Gonzales Chaves
Partido Adolfo Gonzales Chaves (hiszp. Partido de Adolfo Gonzales Chaves) – jedno z 135 partidos, znajduje się w prowincji Buenos Aires. Siedzibą administracyjną jest miasto Adolfo Gonzales Chaves. Funkcję Intendenta pełni José Martinez. Partido Adolfo Gonzales Chaves ma powierzchnię 3 780 km²,  w 2010 r. zamieszkiwało w nim 12 tys. mieszkańców (5 909 mężczyzn i 6 138 kobiet).

## Miejscowości
W partido Adolfo Gonzales Chaves znajdują się następujące miejscowości:

- Adolfo Gonzales Chaves
- Álzaga
- De La Garma
- Juan Eulogio Barra
- Pedro Próspero Lasalle
- Vasquez

## Demografia
Zmiana liczby ludności w latach 1947 – 2010 na podstawie kolejnych spisów ludności.